# Mark Burns
Mark Burns (30 de març de 1936 - 8 de maig de 2007) va ser un actor de cinema i televisió anglès.

## Biografia
Burns va néixer a Bromsgrove, Worcestershire i es va educar a l'Ampleforth College, North Yorkshire. Originalment es va plantejar entrar al sacerdoci, però després d'una comissió de curt servei amb els 15th/19th The King's Royal Hussars (1955–57), en què va servir a la Malàia i Irlanda del Nord, es va convertir en actor. a seva carrera va començar l'any 1960 amb la pel·lícula Tunes of Glory seguida de la sèrie de televisió Lorna Doone (1963) i Rupert of Hentzau (1964). Un dels seus papers més destacats va ser com a protagonista masculí a la pel·lícula de misteri de culte de 1966 Death Is a Woman. Burns també va aparèixer a The Saint episodi "The Scales of Justice", i The Prisoner episodi "It's Your Funeral" com a assistent número dos.
Va interpretar William Morris a The Charge of the Light Brigade (1968), Bernie a A Day at the Beach (1970), el pianista Alfred a Morte a Venezia (1971) i Hans von Bülow a Ludwig (1972). Mark Burns va obtenir el seu primer paper protagonista a House of the Living Dead de Ray Austin el 1974 i va guanyar el premi al millor actor al VII Festival Internacional de Cinema Fantàstic i de Terror. El 1975, amb Lynne Frederick va fer Largo retorno de Pedro Lazaga. També va aparèixer a Count Dracula (1977) i The Bitch (1979). La seva carrera es va estancar a les dècades de 1980 i 1990, la seva darrera pel·lícula va ser Stardust (2007). Va morir d'un càncer de pulmó.

## Filmografia
| Any  | Títol                           | Paper                                              | Notes             |
| ---- | ------------------------------- | -------------------------------------------------- | ----------------- |
| 1960 | Sink the Bismarck!              | Valoració naval en muntatge telefònic              | Sense acreditar   |
| 1960 | Tunes of Glory                  | Un dels altres oficials                            |                   |
| 1960 | Èxode                           | Lt. O'Hara                                         |                   |
| 1962 | A Prize of Arms                 | Lt. Ellison                                        |                   |
| 1963 | The Day and the Hour            | Un aviador anglès                                  |                   |
| 1963 | Take Me Over                    | Bill Light                                         |                   |
| 1964 | The System                      | Michael                                            | Sense acreditar   |
| 1966 | Death Is a Woman                | Dennis Parbury                                     |                   |
| 1967 | The Jokers                      | Capt. Browning                                     |                   |
| 1967 | It!                             | First Officer                                      |                   |
| 1967 | I'll Never Forget What's'isname | Michael Cornwall                                   |                   |
| 1968 | The Charge of the Light Brigade | Capt. William Morris                               |                   |
| 1970 | The Virgin and the Gypsy        | Major Eastwood                                     |                   |
| 1970 | The Adventures of Gerard        | Col. Russell                                       | Coldstream Guards |
| 1971 | Morte a Venezia                 | Alfred                                             |                   |
| 1972 | A Time for Loving               | Geoff Rolling                                      |                   |
| 1972 | A Day at the Beach              | Bernie                                             |                   |
| 1973 | Ludwig                          | Hans Von Bülow                                     |                   |
| 1973 | Giordano Bruno                  | Bellarmino                                         |                   |
| 1974 | House of the Living Dead        | Sir Michael Brattling / Dr. Breckinridge Brattling |                   |
| 1974 | L'enigma Juggernaut             | Hollingsworth                                      |                   |
| 1975 | Rosebud                         | Shute                                              |                   |
| 1975 | The Maids                       | Monsieur                                           |                   |
| 1975 | Largo retorno                   | David Ortega                                       |                   |
| 1977 | Count Dracula                   | Dr. John Seward                                    |                   |
| 1978 | The Stud                        | Leonard                                            |                   |
| 1979 | The Bitch                       | Leonard Grant                                      |                   |
| 1979 | Home Before Midnight            | Harry Wilshire                                     |                   |
| 1981 | Eyewitness                      | Man on TV                                          |                   |
| 1981 | La chanson du mal aimé          |                                                    |                   |
| 1983 | The Wicked Lady                 | Rei carles II II                                   |                   |
| 1984 | Champions                       | Thorne                                             |                   |
| 1984 | The Surrogate                   | Larry                                              |                   |
| 1986 | Keeping Track                   | Reporter at Bank                                   |                   |
| 1990 | Destroying Angel                | Reynold Turot                                      |                   |
| 1990 | Bullseye!                       | Nigel Holden                                       |                   |
| 1993 | Dirty Weekend                   | Mr. Brown                                          |                   |
| 1995 | Savage Hearts                   | Doctor                                             |                   |
| 1999 | The Clandestine Marriage        | Capstick                                           |                   |
| 2007 | Stardust                        | Nou bisbe                                          | Estrena pòstuma   |